# Maria Magdalenakerk (Eberswalde)
De Maria Magdalenakerk (Duits: Maria-Magdalenen-Kirche) is een protestants-luthers kerkgebouw in Eberswalde in de Duitse deelstaat Brandenburg. De kerk werd in de eerste helft van de 14e eeuw gebouwd en aan Maria Magdalena, gelijk aan de apostelen, gewijd. De kerk is een beschermd monument.

## Geschiedenis

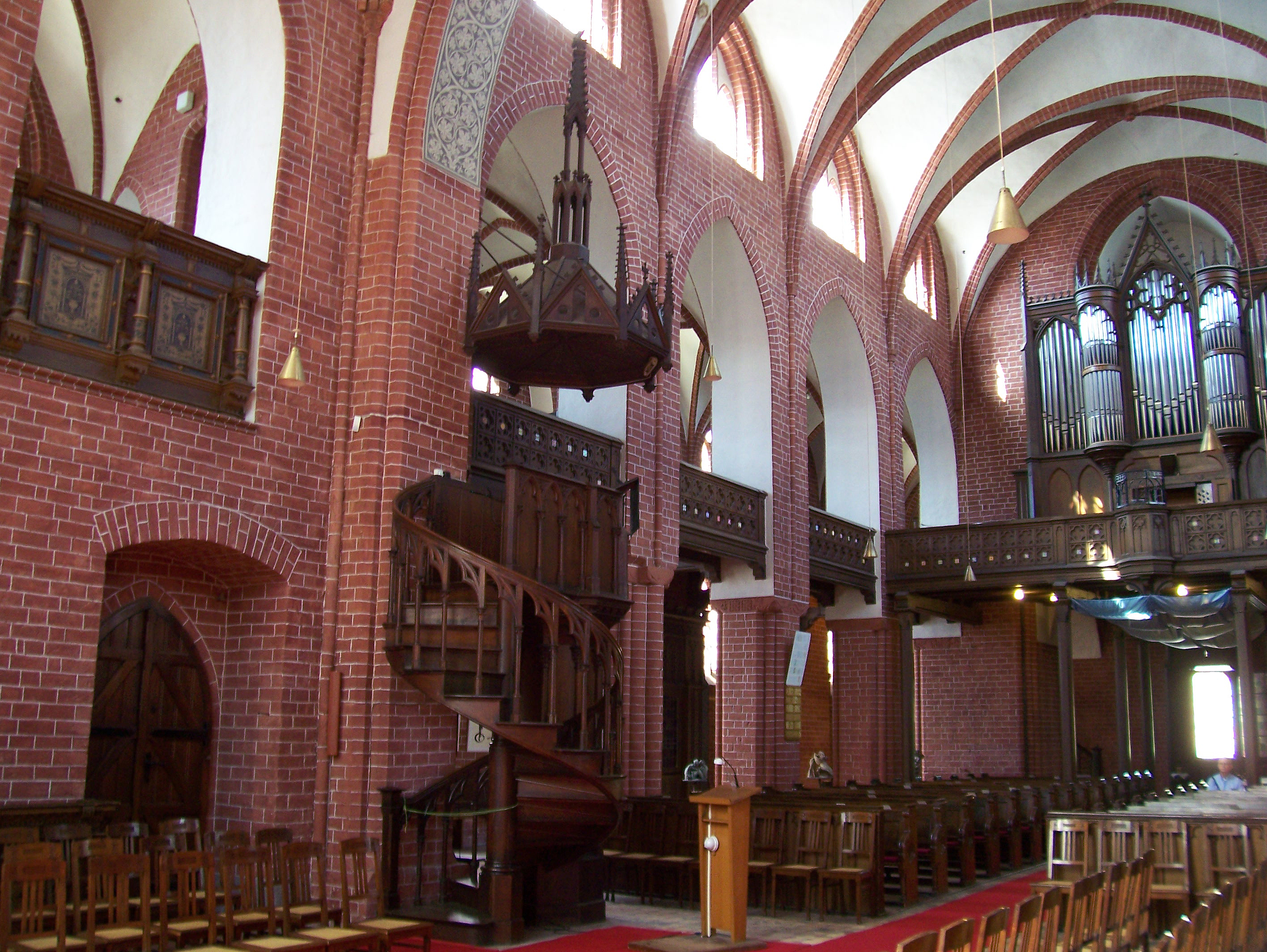
Overzicht interieur

De huidige gotische stadskerk ontstond vanaf 1333. De gemetselde torenspits van de kerk gaat door voor de hoogste gemetselde kerktorenspits van Duitsland. Na een stadsbrand in 1499 werd de kerk ingrijpend verbouwd. Een latere verbouwing volgde in 1726.
In 1539 deed de reformatie haar intrede in de regio. De eerste protestantse eredienst werd in 1542 in de kerk gevierd. Een andere grote gebeurtenis in de Maria Magdalenakerk vormde de opbaring van de Zweedse koning Gustaaf II Adolf in 1632.
In 1876 volgde onder leiding van Hermann Blankenstein een grondige vernieuwing van het gebouw. Hij liet het basicale karakter van de bouw weer beter tot zijn recht komen. Het koor kreeg de hogere gotische vensters met maaswerk terug, er werden friezen aan de muren aangebracht en het plaatsen van siergevels op de kapellen en de zijschepen. De torenafsluiting volgde na een ontwerp van Friedrich August Stüler. De waardevolle terracotta reliëfs uit de ontstaansperiode van de kerk werden nu ter versiering in het westelijke portaal gevoegd.
Een renovatie van het interieur volgde in 1977. De buitenmuren werden pas in 1993 vernieuwd.
Tijdens de herinrichting van het kerkplein werden bij de archeologische opgravingen in 2001 een laatmiddeleeuwse smeltoven en de fundamenten van een Latijnse school uit de 15e eeuw blootgelegd.
De in 1518 gegoten en met een reliëf van de Kruisiging versierde Barbaraklok kon wegens een scheur niet meer worden geluid en kreeg in 2001 een plaats voor de kerk. In 2002 installeerde de kerkelijke gemeente nieuwe klokken, die door de klokkengieterij Rudolf Perner uit Passau waren gegoten.

## Inrichting
Belangrijk is het bronzen doopvont uit de vroege 14e eeuw. Na de herbouw van de stadsbrand van 1499 werden er fresco's met leliemotieven en een groot fresco van de heilige Christoffel aangebracht.
Twee laatmiddeleeuwse beelden bij het koor tonen Martinus van Tours en een verrezen Christus in een zegenende houding
Het vroegbarokke hoogaltaar met rijk houtsnijwerk dateert uit 1606.
Het orgel stamt uit 1783 en werd door de Wagner-leerling Ernst Marx gebouwd. De barokke orgelkas is niet meer voorhanden en het orgel werd herhaaldelijk verbouwd.

## Afbeeldingen

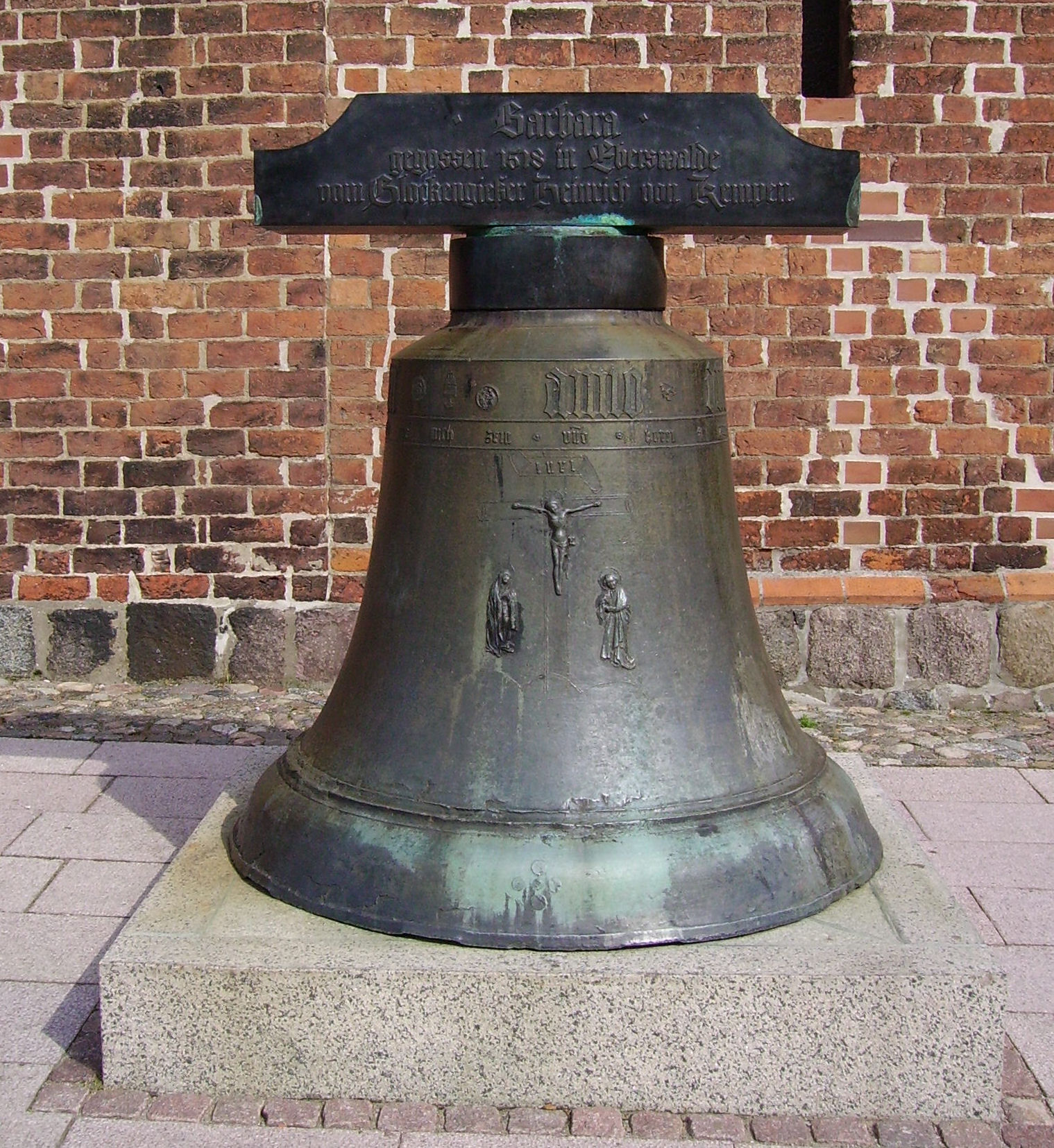
Barabaraklok
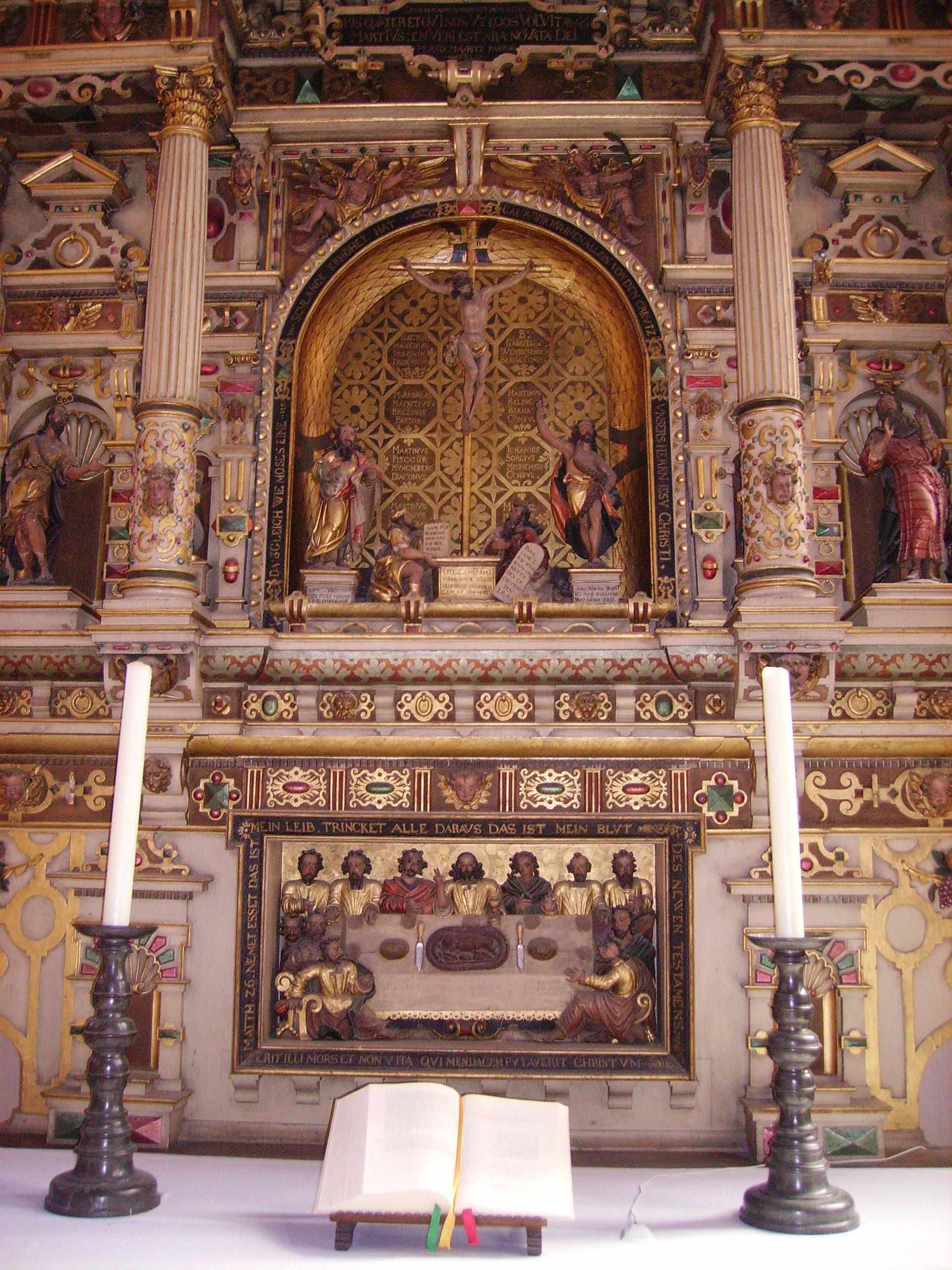
Altaar
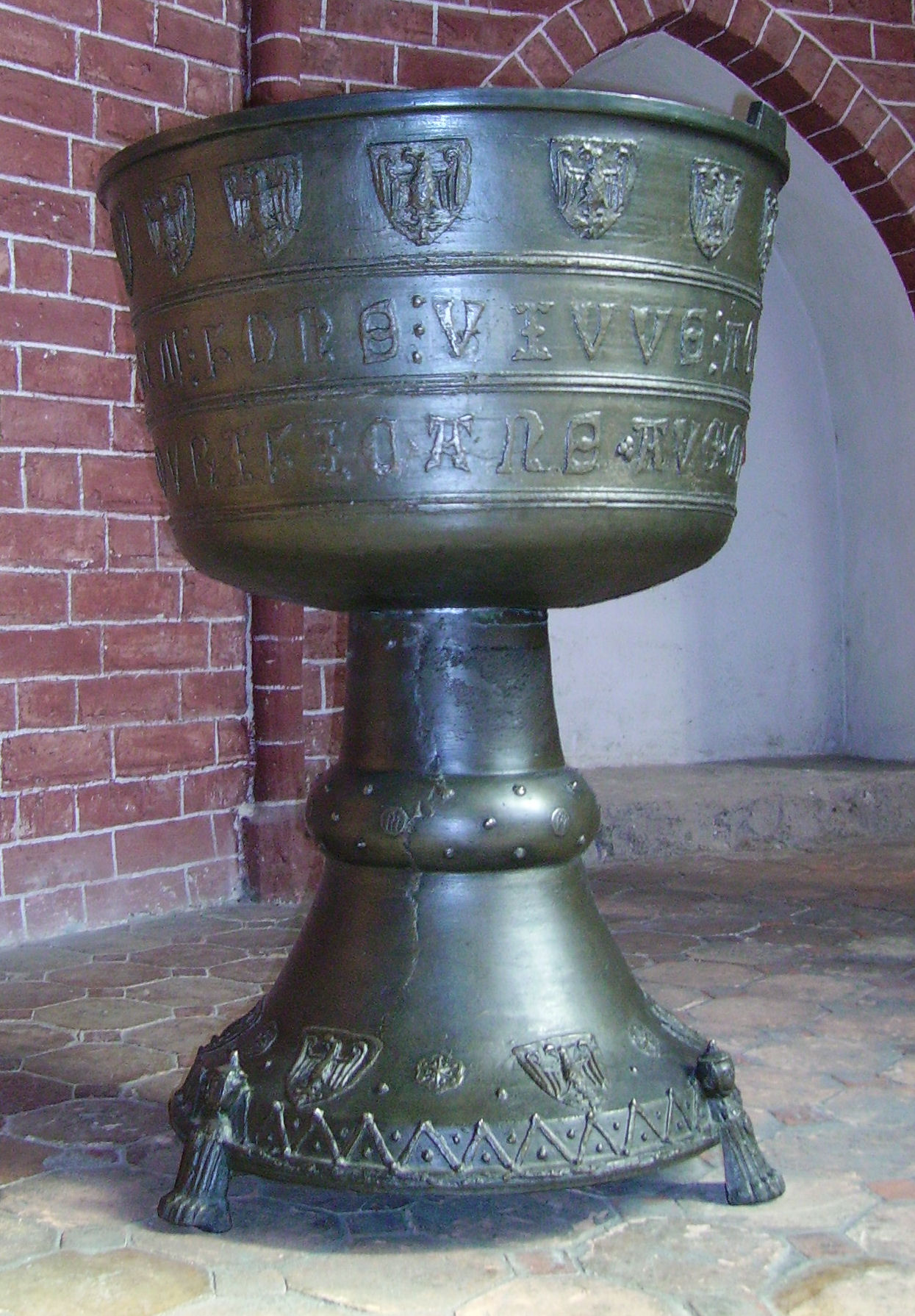
Doopvont